# Filip Stamma
Filip Stamma (ur. 1705 w Aleppo, zm. czerwiec/lipiec 1755 w Londynie) – syryjski szachista, szczególnie zasłużony jako problemista, jako pierwszy użył w druku notacji algebraicznej. 
W roku 1737 w Paryżu opublikował swoją pierwsza książkę szachową, którą potem poprawił i wznowił w roku (1745) w Londynie. Jego zadania szachowe, oparte na tradycji szachów arabskich, wywarły znaczny wpływ na rozwój europejskiej problemistyki. Był silnym graczem praktycznym, w roku 1747 został jednak wysoko pokonany przez Philidora.
Poniżej przykładowa kompozycja szachowa autorstwa Stammy.
|   | a | b | c | d | e | f | g | h |   |
| 8 | e8 – Biały król · c7 – Czarna wieża · e7 – Biały skoczek · d6 – Czarny pionek · e6 – Czarny król · f6 – Czarny goniec · c5 – Czarny pionek · e5 – Czarny skoczek · c4 – Biały pionek · e4 – Biały skoczek · f3 – Biały goniec | e8 – Biały król · c7 – Czarna wieża · e7 – Biały skoczek · d6 – Czarny pionek · e6 – Czarny król · f6 – Czarny goniec · c5 – Czarny pionek · e5 – Czarny skoczek · c4 – Biały pionek · e4 – Biały skoczek · f3 – Biały goniec | e8 – Biały król · c7 – Czarna wieża · e7 – Biały skoczek · d6 – Czarny pionek · e6 – Czarny król · f6 – Czarny goniec · c5 – Czarny pionek · e5 – Czarny skoczek · c4 – Biały pionek · e4 – Biały skoczek · f3 – Biały goniec | e8 – Biały król · c7 – Czarna wieża · e7 – Biały skoczek · d6 – Czarny pionek · e6 – Czarny król · f6 – Czarny goniec · c5 – Czarny pionek · e5 – Czarny skoczek · c4 – Biały pionek · e4 – Biały skoczek · f3 – Biały goniec | e8 – Biały król · c7 – Czarna wieża · e7 – Biały skoczek · d6 – Czarny pionek · e6 – Czarny król · f6 – Czarny goniec · c5 – Czarny pionek · e5 – Czarny skoczek · c4 – Biały pionek · e4 – Biały skoczek · f3 – Biały goniec | e8 – Biały król · c7 – Czarna wieża · e7 – Biały skoczek · d6 – Czarny pionek · e6 – Czarny król · f6 – Czarny goniec · c5 – Czarny pionek · e5 – Czarny skoczek · c4 – Biały pionek · e4 – Biały skoczek · f3 – Biały goniec | e8 – Biały król · c7 – Czarna wieża · e7 – Biały skoczek · d6 – Czarny pionek · e6 – Czarny król · f6 – Czarny goniec · c5 – Czarny pionek · e5 – Czarny skoczek · c4 – Biały pionek · e4 – Biały skoczek · f3 – Biały goniec | e8 – Biały król · c7 – Czarna wieża · e7 – Biały skoczek · d6 – Czarny pionek · e6 – Czarny król · f6 – Czarny goniec · c5 – Czarny pionek · e5 – Czarny skoczek · c4 – Biały pionek · e4 – Biały skoczek · f3 – Biały goniec | 8 |
| 7 | e8 – Biały król · c7 – Czarna wieża · e7 – Biały skoczek · d6 – Czarny pionek · e6 – Czarny król · f6 – Czarny goniec · c5 – Czarny pionek · e5 – Czarny skoczek · c4 – Biały pionek · e4 – Biały skoczek · f3 – Biały goniec | e8 – Biały król · c7 – Czarna wieża · e7 – Biały skoczek · d6 – Czarny pionek · e6 – Czarny król · f6 – Czarny goniec · c5 – Czarny pionek · e5 – Czarny skoczek · c4 – Biały pionek · e4 – Biały skoczek · f3 – Biały goniec | e8 – Biały król · c7 – Czarna wieża · e7 – Biały skoczek · d6 – Czarny pionek · e6 – Czarny król · f6 – Czarny goniec · c5 – Czarny pionek · e5 – Czarny skoczek · c4 – Biały pionek · e4 – Biały skoczek · f3 – Biały goniec | e8 – Biały król · c7 – Czarna wieża · e7 – Biały skoczek · d6 – Czarny pionek · e6 – Czarny król · f6 – Czarny goniec · c5 – Czarny pionek · e5 – Czarny skoczek · c4 – Biały pionek · e4 – Biały skoczek · f3 – Biały goniec | e8 – Biały król · c7 – Czarna wieża · e7 – Biały skoczek · d6 – Czarny pionek · e6 – Czarny król · f6 – Czarny goniec · c5 – Czarny pionek · e5 – Czarny skoczek · c4 – Biały pionek · e4 – Biały skoczek · f3 – Biały goniec | e8 – Biały król · c7 – Czarna wieża · e7 – Biały skoczek · d6 – Czarny pionek · e6 – Czarny król · f6 – Czarny goniec · c5 – Czarny pionek · e5 – Czarny skoczek · c4 – Biały pionek · e4 – Biały skoczek · f3 – Biały goniec | e8 – Biały król · c7 – Czarna wieża · e7 – Biały skoczek · d6 – Czarny pionek · e6 – Czarny król · f6 – Czarny goniec · c5 – Czarny pionek · e5 – Czarny skoczek · c4 – Biały pionek · e4 – Biały skoczek · f3 – Biały goniec | e8 – Biały król · c7 – Czarna wieża · e7 – Biały skoczek · d6 – Czarny pionek · e6 – Czarny król · f6 – Czarny goniec · c5 – Czarny pionek · e5 – Czarny skoczek · c4 – Biały pionek · e4 – Biały skoczek · f3 – Biały goniec | 7 |
| 6 | e8 – Biały król · c7 – Czarna wieża · e7 – Biały skoczek · d6 – Czarny pionek · e6 – Czarny król · f6 – Czarny goniec · c5 – Czarny pionek · e5 – Czarny skoczek · c4 – Biały pionek · e4 – Biały skoczek · f3 – Biały goniec | e8 – Biały król · c7 – Czarna wieża · e7 – Biały skoczek · d6 – Czarny pionek · e6 – Czarny król · f6 – Czarny goniec · c5 – Czarny pionek · e5 – Czarny skoczek · c4 – Biały pionek · e4 – Biały skoczek · f3 – Biały goniec | e8 – Biały król · c7 – Czarna wieża · e7 – Biały skoczek · d6 – Czarny pionek · e6 – Czarny król · f6 – Czarny goniec · c5 – Czarny pionek · e5 – Czarny skoczek · c4 – Biały pionek · e4 – Biały skoczek · f3 – Biały goniec | e8 – Biały król · c7 – Czarna wieża · e7 – Biały skoczek · d6 – Czarny pionek · e6 – Czarny król · f6 – Czarny goniec · c5 – Czarny pionek · e5 – Czarny skoczek · c4 – Biały pionek · e4 – Biały skoczek · f3 – Biały goniec | e8 – Biały król · c7 – Czarna wieża · e7 – Biały skoczek · d6 – Czarny pionek · e6 – Czarny król · f6 – Czarny goniec · c5 – Czarny pionek · e5 – Czarny skoczek · c4 – Biały pionek · e4 – Biały skoczek · f3 – Biały goniec | e8 – Biały król · c7 – Czarna wieża · e7 – Biały skoczek · d6 – Czarny pionek · e6 – Czarny król · f6 – Czarny goniec · c5 – Czarny pionek · e5 – Czarny skoczek · c4 – Biały pionek · e4 – Biały skoczek · f3 – Biały goniec | e8 – Biały król · c7 – Czarna wieża · e7 – Biały skoczek · d6 – Czarny pionek · e6 – Czarny król · f6 – Czarny goniec · c5 – Czarny pionek · e5 – Czarny skoczek · c4 – Biały pionek · e4 – Biały skoczek · f3 – Biały goniec | e8 – Biały król · c7 – Czarna wieża · e7 – Biały skoczek · d6 – Czarny pionek · e6 – Czarny król · f6 – Czarny goniec · c5 – Czarny pionek · e5 – Czarny skoczek · c4 – Biały pionek · e4 – Biały skoczek · f3 – Biały goniec | 6 |
| 5 | e8 – Biały król · c7 – Czarna wieża · e7 – Biały skoczek · d6 – Czarny pionek · e6 – Czarny król · f6 – Czarny goniec · c5 – Czarny pionek · e5 – Czarny skoczek · c4 – Biały pionek · e4 – Biały skoczek · f3 – Biały goniec | e8 – Biały król · c7 – Czarna wieża · e7 – Biały skoczek · d6 – Czarny pionek · e6 – Czarny król · f6 – Czarny goniec · c5 – Czarny pionek · e5 – Czarny skoczek · c4 – Biały pionek · e4 – Biały skoczek · f3 – Biały goniec | e8 – Biały król · c7 – Czarna wieża · e7 – Biały skoczek · d6 – Czarny pionek · e6 – Czarny król · f6 – Czarny goniec · c5 – Czarny pionek · e5 – Czarny skoczek · c4 – Biały pionek · e4 – Biały skoczek · f3 – Biały goniec | e8 – Biały król · c7 – Czarna wieża · e7 – Biały skoczek · d6 – Czarny pionek · e6 – Czarny król · f6 – Czarny goniec · c5 – Czarny pionek · e5 – Czarny skoczek · c4 – Biały pionek · e4 – Biały skoczek · f3 – Biały goniec | e8 – Biały król · c7 – Czarna wieża · e7 – Biały skoczek · d6 – Czarny pionek · e6 – Czarny król · f6 – Czarny goniec · c5 – Czarny pionek · e5 – Czarny skoczek · c4 – Biały pionek · e4 – Biały skoczek · f3 – Biały goniec | e8 – Biały król · c7 – Czarna wieża · e7 – Biały skoczek · d6 – Czarny pionek · e6 – Czarny król · f6 – Czarny goniec · c5 – Czarny pionek · e5 – Czarny skoczek · c4 – Biały pionek · e4 – Biały skoczek · f3 – Biały goniec | e8 – Biały król · c7 – Czarna wieża · e7 – Biały skoczek · d6 – Czarny pionek · e6 – Czarny król · f6 – Czarny goniec · c5 – Czarny pionek · e5 – Czarny skoczek · c4 – Biały pionek · e4 – Biały skoczek · f3 – Biały goniec | e8 – Biały król · c7 – Czarna wieża · e7 – Biały skoczek · d6 – Czarny pionek · e6 – Czarny król · f6 – Czarny goniec · c5 – Czarny pionek · e5 – Czarny skoczek · c4 – Biały pionek · e4 – Biały skoczek · f3 – Biały goniec | 5 |
| 4 | e8 – Biały król · c7 – Czarna wieża · e7 – Biały skoczek · d6 – Czarny pionek · e6 – Czarny król · f6 – Czarny goniec · c5 – Czarny pionek · e5 – Czarny skoczek · c4 – Biały pionek · e4 – Biały skoczek · f3 – Biały goniec | e8 – Biały król · c7 – Czarna wieża · e7 – Biały skoczek · d6 – Czarny pionek · e6 – Czarny król · f6 – Czarny goniec · c5 – Czarny pionek · e5 – Czarny skoczek · c4 – Biały pionek · e4 – Biały skoczek · f3 – Biały goniec | e8 – Biały król · c7 – Czarna wieża · e7 – Biały skoczek · d6 – Czarny pionek · e6 – Czarny król · f6 – Czarny goniec · c5 – Czarny pionek · e5 – Czarny skoczek · c4 – Biały pionek · e4 – Biały skoczek · f3 – Biały goniec | e8 – Biały król · c7 – Czarna wieża · e7 – Biały skoczek · d6 – Czarny pionek · e6 – Czarny król · f6 – Czarny goniec · c5 – Czarny pionek · e5 – Czarny skoczek · c4 – Biały pionek · e4 – Biały skoczek · f3 – Biały goniec | e8 – Biały król · c7 – Czarna wieża · e7 – Biały skoczek · d6 – Czarny pionek · e6 – Czarny król · f6 – Czarny goniec · c5 – Czarny pionek · e5 – Czarny skoczek · c4 – Biały pionek · e4 – Biały skoczek · f3 – Biały goniec | e8 – Biały król · c7 – Czarna wieża · e7 – Biały skoczek · d6 – Czarny pionek · e6 – Czarny król · f6 – Czarny goniec · c5 – Czarny pionek · e5 – Czarny skoczek · c4 – Biały pionek · e4 – Biały skoczek · f3 – Biały goniec | e8 – Biały król · c7 – Czarna wieża · e7 – Biały skoczek · d6 – Czarny pionek · e6 – Czarny król · f6 – Czarny goniec · c5 – Czarny pionek · e5 – Czarny skoczek · c4 – Biały pionek · e4 – Biały skoczek · f3 – Biały goniec | e8 – Biały król · c7 – Czarna wieża · e7 – Biały skoczek · d6 – Czarny pionek · e6 – Czarny król · f6 – Czarny goniec · c5 – Czarny pionek · e5 – Czarny skoczek · c4 – Biały pionek · e4 – Biały skoczek · f3 – Biały goniec | 4 |
| 3 | e8 – Biały król · c7 – Czarna wieża · e7 – Biały skoczek · d6 – Czarny pionek · e6 – Czarny król · f6 – Czarny goniec · c5 – Czarny pionek · e5 – Czarny skoczek · c4 – Biały pionek · e4 – Biały skoczek · f3 – Biały goniec | e8 – Biały król · c7 – Czarna wieża · e7 – Biały skoczek · d6 – Czarny pionek · e6 – Czarny król · f6 – Czarny goniec · c5 – Czarny pionek · e5 – Czarny skoczek · c4 – Biały pionek · e4 – Biały skoczek · f3 – Biały goniec | e8 – Biały król · c7 – Czarna wieża · e7 – Biały skoczek · d6 – Czarny pionek · e6 – Czarny król · f6 – Czarny goniec · c5 – Czarny pionek · e5 – Czarny skoczek · c4 – Biały pionek · e4 – Biały skoczek · f3 – Biały goniec | e8 – Biały król · c7 – Czarna wieża · e7 – Biały skoczek · d6 – Czarny pionek · e6 – Czarny król · f6 – Czarny goniec · c5 – Czarny pionek · e5 – Czarny skoczek · c4 – Biały pionek · e4 – Biały skoczek · f3 – Biały goniec | e8 – Biały król · c7 – Czarna wieża · e7 – Biały skoczek · d6 – Czarny pionek · e6 – Czarny król · f6 – Czarny goniec · c5 – Czarny pionek · e5 – Czarny skoczek · c4 – Biały pionek · e4 – Biały skoczek · f3 – Biały goniec | e8 – Biały król · c7 – Czarna wieża · e7 – Biały skoczek · d6 – Czarny pionek · e6 – Czarny król · f6 – Czarny goniec · c5 – Czarny pionek · e5 – Czarny skoczek · c4 – Biały pionek · e4 – Biały skoczek · f3 – Biały goniec | e8 – Biały król · c7 – Czarna wieża · e7 – Biały skoczek · d6 – Czarny pionek · e6 – Czarny król · f6 – Czarny goniec · c5 – Czarny pionek · e5 – Czarny skoczek · c4 – Biały pionek · e4 – Biały skoczek · f3 – Biały goniec | e8 – Biały król · c7 – Czarna wieża · e7 – Biały skoczek · d6 – Czarny pionek · e6 – Czarny król · f6 – Czarny goniec · c5 – Czarny pionek · e5 – Czarny skoczek · c4 – Biały pionek · e4 – Biały skoczek · f3 – Biały goniec | 3 |
| 2 | e8 – Biały król · c7 – Czarna wieża · e7 – Biały skoczek · d6 – Czarny pionek · e6 – Czarny król · f6 – Czarny goniec · c5 – Czarny pionek · e5 – Czarny skoczek · c4 – Biały pionek · e4 – Biały skoczek · f3 – Biały goniec | e8 – Biały król · c7 – Czarna wieża · e7 – Biały skoczek · d6 – Czarny pionek · e6 – Czarny król · f6 – Czarny goniec · c5 – Czarny pionek · e5 – Czarny skoczek · c4 – Biały pionek · e4 – Biały skoczek · f3 – Biały goniec | e8 – Biały król · c7 – Czarna wieża · e7 – Biały skoczek · d6 – Czarny pionek · e6 – Czarny król · f6 – Czarny goniec · c5 – Czarny pionek · e5 – Czarny skoczek · c4 – Biały pionek · e4 – Biały skoczek · f3 – Biały goniec | e8 – Biały król · c7 – Czarna wieża · e7 – Biały skoczek · d6 – Czarny pionek · e6 – Czarny król · f6 – Czarny goniec · c5 – Czarny pionek · e5 – Czarny skoczek · c4 – Biały pionek · e4 – Biały skoczek · f3 – Biały goniec | e8 – Biały król · c7 – Czarna wieża · e7 – Biały skoczek · d6 – Czarny pionek · e6 – Czarny król · f6 – Czarny goniec · c5 – Czarny pionek · e5 – Czarny skoczek · c4 – Biały pionek · e4 – Biały skoczek · f3 – Biały goniec | e8 – Biały król · c7 – Czarna wieża · e7 – Biały skoczek · d6 – Czarny pionek · e6 – Czarny król · f6 – Czarny goniec · c5 – Czarny pionek · e5 – Czarny skoczek · c4 – Biały pionek · e4 – Biały skoczek · f3 – Biały goniec | e8 – Biały król · c7 – Czarna wieża · e7 – Biały skoczek · d6 – Czarny pionek · e6 – Czarny król · f6 – Czarny goniec · c5 – Czarny pionek · e5 – Czarny skoczek · c4 – Biały pionek · e4 – Biały skoczek · f3 – Biały goniec | e8 – Biały król · c7 – Czarna wieża · e7 – Biały skoczek · d6 – Czarny pionek · e6 – Czarny król · f6 – Czarny goniec · c5 – Czarny pionek · e5 – Czarny skoczek · c4 – Biały pionek · e4 – Biały skoczek · f3 – Biały goniec | 2 |
| 1 | e8 – Biały król · c7 – Czarna wieża · e7 – Biały skoczek · d6 – Czarny pionek · e6 – Czarny król · f6 – Czarny goniec · c5 – Czarny pionek · e5 – Czarny skoczek · c4 – Biały pionek · e4 – Biały skoczek · f3 – Biały goniec | e8 – Biały król · c7 – Czarna wieża · e7 – Biały skoczek · d6 – Czarny pionek · e6 – Czarny król · f6 – Czarny goniec · c5 – Czarny pionek · e5 – Czarny skoczek · c4 – Biały pionek · e4 – Biały skoczek · f3 – Biały goniec | e8 – Biały król · c7 – Czarna wieża · e7 – Biały skoczek · d6 – Czarny pionek · e6 – Czarny król · f6 – Czarny goniec · c5 – Czarny pionek · e5 – Czarny skoczek · c4 – Biały pionek · e4 – Biały skoczek · f3 – Biały goniec | e8 – Biały król · c7 – Czarna wieża · e7 – Biały skoczek · d6 – Czarny pionek · e6 – Czarny król · f6 – Czarny goniec · c5 – Czarny pionek · e5 – Czarny skoczek · c4 – Biały pionek · e4 – Biały skoczek · f3 – Biały goniec | e8 – Biały król · c7 – Czarna wieża · e7 – Biały skoczek · d6 – Czarny pionek · e6 – Czarny król · f6 – Czarny goniec · c5 – Czarny pionek · e5 – Czarny skoczek · c4 – Biały pionek · e4 – Biały skoczek · f3 – Biały goniec | e8 – Biały król · c7 – Czarna wieża · e7 – Biały skoczek · d6 – Czarny pionek · e6 – Czarny król · f6 – Czarny goniec · c5 – Czarny pionek · e5 – Czarny skoczek · c4 – Biały pionek · e4 – Biały skoczek · f3 – Biały goniec | e8 – Biały król · c7 – Czarna wieża · e7 – Biały skoczek · d6 – Czarny pionek · e6 – Czarny król · f6 – Czarny goniec · c5 – Czarny pionek · e5 – Czarny skoczek · c4 – Biały pionek · e4 – Biały skoczek · f3 – Biały goniec | e8 – Biały król · c7 – Czarna wieża · e7 – Biały skoczek · d6 – Czarny pionek · e6 – Czarny król · f6 – Czarny goniec · c5 – Czarny pionek · e5 – Czarny skoczek · c4 – Biały pionek · e4 – Biały skoczek · f3 – Biały goniec | 1 |
|   | a | b | c | d | e | f | g | h |   |

Rozwiązania:

[1.S:c5! dc5 2.Gd5+ Kd6 3.Sf5 mat]

[1.S:c5! W:c5 2.Gd5+ W:d5 3.cd5 mat]

(zaznacz tekst pomiędzy nawiasami, aby zobaczyć rozwiązanie)